# Zenit Stalino
Zenit Stalino (ukr. Футбольний клуб «Зеніт» Сталіно, Futbolnyj Kłub "Zenit" Stalino) – ukraiński klub piłkarski z siedzibą w Doniecku.

## Historia
Chronologia nazw:
- 193?—19??: Zenit Stalino (ukr. «Зеніт» Сталіно)

Drużyna piłkarska Zenit Stalino została założona w mieście Stalino w latach 30. XX wieku. W 1938 klub debiutował w rozgrywkach Pucharu ZSRR. Potem kontynuował występy w rozgrywkach Mistrzostw i Pucharu obwodu donieckiego, dopóki nie został rozwiązany.

## Sukcesy
- Puchar ZSRR:

1/128 finału: 1938